# Triskell (groupe)
Pour les articles homonymes, voir Triskell.
Triskell, anciennement An Triskell, est un groupe de musique celtique fondé par les frères jumeaux Pol et Hervé Quefféléant dont l'instrument de prédilection est la harpe celtique, ceci depuis leur découverte d'Alan Stivell, à la fin des années 1960. Ils ont également popularisé la harpe celtique et partagé à travers des tournées européennes leur musique à d’autres traditions culturelles. Le travail du groupe fut  couronné par des prix internationaux comme celui de l’Académie Charles-Cros. En parallèle ils sont auteurs de nombreuses créations (des musiques de films et de ballet, des compositions de génériques et de séries radiophoniques, des spectacles), des collaborations avec des artistes bretons et européens...

## Biographie

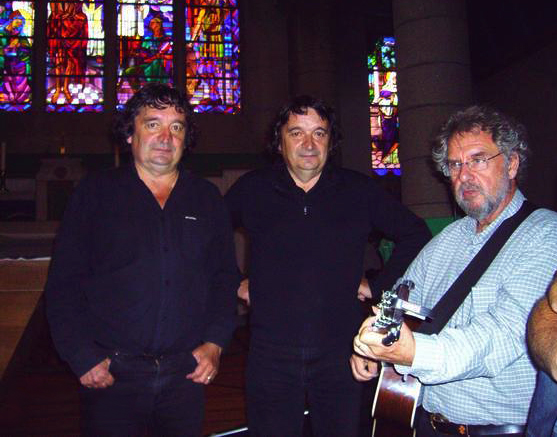
Les frères Quefféléant avec Gilles Servat.

Les frères Quefféléant naissent en 1953 à Brest. Ils rencontrent Alan Morizur au collège Charles de Foucauld, dès leurs 12 ans, ils jouent ensemble un répertoire d'inspiration folklorique sous le nom de "An tri eostig". Leur répertoire comprend aussi bien des chants et musiques bretons que des airs de flûte des Andes. Influencés par le groupe de folk américain brestois des "Carpet baggers", les jumeaux vont s'orienter vers ce genre de musique. Alan fait alors partie du bagad Ar Flamm en tant que batteur. Pol, Hervé et Alan ont 15 ans lorsqu'ils commencent leur carrière artistique sur les planches des Maisons des Jeunes à Brest, notamment à l'Harteloire. Ils aiment le folk américain mais, en réponse à leur lettre, Pete Seeger (le "pape" de la folk music) les encourage à découvrir leur propre patrimoine. Depuis longtemps, du fait que leur père était batteur du bagad Brest Ar Flamm, ils étaient au contact des sonneurs de musique bretonne. Ils découvrent aussi la harpe "Jaffrenou" en rencontrant Andrew Mahoux, harpiste aveugle, à l'auberge "Styvel". Ils accompagnent un temps le maître des lieux Robert Joubin. Puis ils rencontrent la harpe "Cochevelou" lorsqu'ils accompagnent Alan Stivell, qu'Alan connaissait en tant que sonneur de bagad, au palais des Arts et de la Culture (devenu Le Quartz de Brest) et dans quelques fêtes populaires de l'époque (Bleun brug ...), Pol à la guitare et Hervé au banjo à 5 cordes, Alan au tin whistle. Entre-temps, Alan, plus connu pour ses airs à la flûte, s'est mis à la mandoline puis ultérieurement au banjo ténor à la suite de la rencontre de Barney Mac Kenna (Dubliners). C'est alors le déclic pour la harpe et Hervé demande à Daniel Paris, luthier à Brest, de lui fabriquer une petite harpe à cordes métal. Dès 1970, ils créent leur groupe et, pour marquer leur enracinement ainsi que les trois membres, choisissent le symbole du triskell qui représente l’eau, la terre, le feu dans la tradition celte.Ceci sous le conseil de René Abjean.
Le trio, composé des jumeaux et d'Alain Morizur, jouait les plus grands succès de la musique irlandaise que commençaient à populariser les Chieftains, Planxty ou les Dubliners, mais il s'insérait déjà dans le renouveau de ce qui allait devenir, à la suite d'Alan Stivell, le folk et la musique bretonne. À cette époque, les Triskell enregistrent des émissions pour Breiz o veva (FR3) et y font la rencontre des Monroe, Mick Hanley et Michael O'Donnell, futurs Moving Hearts et Bothy band.
Tôt, Ils rencontrent et accompagnent aussi le groupe de chant breton des Breizerien dirigé par René Abjean qui fera naître une fidèle collaboration et un enrichissement musical réciproque (la polyphonie galloise) ainsi que le répertoire classique du harpiste O'Carolan.(un disque voit leur participation sous le nom An Tri Eostig avec les Breizerien). Le trio prend alors le nom de "An Triskell" et passe à quatre avec le violoniste Brieg Ruban, ancien sonneur et titulaire au concert Colonne. Avec leur maison de disque, ils enregistrent au Studio des Dames pour la maison Phonogram (même studio qu'Alan Stivell ou les sœurs Goadec) et y rencontrent Claude Bolling ou Serge Gainsbourg. Le groupe développe une sonorité acoustique ou semi-acoustique (harpes accompagnée de flûte, bombarde, cornemuse, violon, claviers) avec plus tard l'ajout d'une guitare électrique, d'une basse (le contrebassiste de jazz Michel Gaudry) ou d'une batterie. René Abjean signe plusieurs arrangements dans les premiers albums. Sur le second opus, Danièle Licari (Concerto pour une Voix) mène les choristes. Par ailleurs, leurs tournées les amènent à jouer en Irlande (Letterkenny, co Donegal) ou encore en Écosse (Irvine Marymass festival) en compagnie des grands groupes de l'époque (Boys of the Lough, Archie Fisher, Dubliners, Planxty ...). Le producteur du groupe est André Chapelle qui est également celui de Graeme Allwright. Mis en relation, ils vont accompagner ce dernier à plusieurs reprises.
Après un second album chez Phonogram, Brieg décide de se consacrer à la musique classique et devient enseignant au conservatoire de Montbéliard, en même temps qu'il joue dans l'orchestre de Mulhouse.. Alan quitte aussi le groupe pour tourner avec Graeme Allwright et Youenn Gwernig que An Triskell a officieusement accompagné précédemment. Il participe ensuite à plusieurs groupes (Bleizi Ruz, Yeusin...) et signe aussi des textes pour Graeme Allwright et des compositions pour le théâtre en breton avec Rémy Derrien.
Alan reviendra de manière éphémère au sein d'An Triskell pour le quatrième album, dans lequel il joue du violon. Il décide de ne pas poursuivre sa carrière musicale et se consacre à son métier d'éducateur. En parallèle, il participe en amateur à plusieurs groupes dont Hebken avec Jean-Yves Lepape et Jean-Marc Lesieur (Tonnerre de Brest). En 2000, avec ce dernier il participe au groupe Cap Horn et à l'enregistrement du premier album du groupe. En 2014 il évolue dans un groupe folk anglais basé en Centre Bretagne. Le trio d'origine s'était reformé brièvement lors de l'anniversaire du groupe.
En 1991 les Triskell réalisent avec le chanteur Gilles Servat L'Albatros fou. De grands musiciens comme Jean-Christophe Spinosi (violon), Dan Ar Braz (guitares), Patrick Molard (pipes), Bernard Quillien (whistle, bombarde) entre autres apportent leur talent à ce disque. Les musiques sont composées par Pol ou Hervé Quefféléant et les paroles par Gilles Servat.
En 1997, sort l'album Daou (« Deux ») ; des morceaux rock comme The black bird, de la poésie avec Ar men du (Pierre-Jakez Hélias), du kan ha diskan ou même Hamabe Nouta, un morceau du folklore japonais, ce qui les conduit à inviter beaucoup de musiciens. En 2003, l'album Telenn Vor (« La harpe de mer ») marque leur imprégnation de la mer et de leur ville natale de Brest.
En concert, Triskell se stabilise autour de Pol et Hervé, Patrick Audouin (claviers et guitares), Mickaël Cozien (cornemuse écossaise). Des musiciens invités comme Jacky Thomas, Jean-Marc Le Sieur, Xavier Lecomte, Céline Destruaut et Ewenn Quefféléant, le fils d'Hervé, complètent la formation.
Hervé Quefféléant décède le 7 juillet 2023.

## Discographie
- Vinyles
  - 1971 : Musiques celtiques - Philips - 6332 145
  - 1973 : Dañs plinn - Philips - 6325 063
  - 1973 : Bretagne d'aujourd'hui - Alan Stivell, Tri Yann, Gilles Servat, An Triskell - Philips Album no 6680 272 (33 tr/min).
  - 1975 : An Triskell - Disques Velia - 2230016
  - 1976 : Kroaz hent - Le Chant du Monde - LDX 74613
  - 1977 : Harpe celtique - Le Chant du Monde - LDX 74640
  - 1979 : Troñ Doue - Philips - 9101 259
  - 1983 : C'était... - Stoof - MU 7489
- CD
  - 1981 : Blanc Bleu Rouge - BO Philips 60110233
  - 1988 : Ondée - Excalibur CD
  - 1990 : Barza Breiz- A. Ar Gouilh, P.et H. Quefféléant - Excalibur- BUR827
  - 1991 : L'Albatros fou, Triskell/Gilles Servat - Keltia musique 22
  - 1992 : Rowen tree - Keltia musique 35
  - 1994 : Triskell Harpes celtiques - Gravit 302183
  - 1998 : Triskell daou - Keltia musique 83
  - 2003 : Telenn vor - Le Chant du Monde 274 1168
- Autres participations discographiques
  - Compositions pour Maxime Piolot, Gilles Servat
  - Ar Brezerien, 33T x 2 Velia
  - Musique sacrée, avec la Chorale du Bout du Monde
  - Just a traveller, de Youenn Gwernig - CD Keltia
  - Distro ar Gelted, éd. Ar folk
  - Collaboration au CD du chanteur castillan Paco Diez
  - Oratorio WAR VARC'H D'AR MOR avec René Abjean, chanté par l'Ensemble choral Mouez Ar Mor 
  - Accompagnement sur Andrea Ar Gouilh : Voix de Bretagne (« participation pour le Grand prix du disque du Telegramme »(Archive.org • Wikiwix • Archive.is • Google • Que faire ?))